# R-3 (míssil)

Diagrama do míssil R-3.

O R-3 (em russo: Р-3 de Pакета-3 ou "Foguete-3"), foi um projeto de míssil balístico de alcance intermediário que transcorreu na União Soviética entre 1947 e 1949. Sua designação GRAU era 8A67. Esse projeto acabou contribuindo de forma significativa para antecipar soluções que viriam a ser usadas mais tarde no ICBM soviético R-7. 

## Histórico
Documentos da história oficial da RKK Energia divulgados em 1996 citam claramente que o míssil R-3 com 3.000 km de alcance foi objeto de grande interesse do governo soviético na época do seu desenvolvimento.
Já no seu início, o projeto envolveu um grande número de institutos de pesquisa em várias áreas distintas: a parte conceitual coube ao NII-88; o desenvolvimento do sistema de rádio controle a longa distância coube ao NII-20 e ao NII-885; o desenvolvimento do motor foi conduzido em regime de competição entre o OKB-456 e o NII-1. Uma das decisões tomadas nessa época, foi a substituição do álcool por querosene. No interesse do desenvolvimento do foguete, foram realizadas pesquisas sobre os temas "Estudo das condições operacionais de mísseis de longo alcance, suas unidades e equipamentos em voo" e "Estudo dos princípios e métodos para projetar mísseis de longo alcance".
Segundo fontes russas, o projeto do R-3 foi finalizado e apresentado e defendido com sucesso perante o conselho científico em Dezembro de 1949. Nele, foram consideradas duas alternativas de motorização:
- O RD-110, desenvolvido pelo OKB-456 V.P. Glushko, que foi um novo aumento em grande escala no motor V-2;
- O D-2, desenvolvido pelo NII-1 MAP (antigo RNII) A.I. Polyarny, contendo novas soluções promissoras.

O projeto do R-3, no entanto, não teve sequência prática devido ao não cumprimento dos prazos de liberação dos sistemas de propulsão para testes de disparo em bancada. Em 1950-1951, na busca por maneiras de criar um míssil estratégico, o projeto R-3 continuou, como parte da pesquisa sobre o tema H-1. O projeto foi cancelado em 1952.

## Influência alemã
A mesma especificação de requisitos sobre a qual os cientistas soviéticos trabalhavam foi entregue a equipe alemã, liderada por Helmut Gröttrup que trabalhava na ilha de Gorodomlya. Deles surgiu a variante que ficou conhecida como R-14 ou G-4 (German-4), cujo desempenho previsto era em tudo semelhante ao R-3, ou seja: 3.000 km de alcance e 3 toneladas de carga útil (peso da bomba atômica soviética disponível na época).
Esse projeto consistia de um único estágio de forma cônica com 24 m de altura e 2,74 m de diâmetro máximo, peso de 70,85 toneladas, tanques de combustível pressurizados com finas paredes de aço fazendo parte integrante da estrutura externa do foguete e um novo motor com 100 toneladas de empuxo. A forma cônica desta versão, lembra muito os foguetes auxiliares usados como primeiro estágio no R-7. Esse projeto foi dado como concluído pelos alemães em 1950.

## Alternativa
A especificação final do R-3, previa um míssil de 27 metros de altura, 2,8 metros de diâmetro. Abastecido deveria pesar entre 65 e 70 toneladas e seria impulsionado por um motor com empuxo entre 120 e 140 toneladas. O conselho científico identificou logo várias dificuldades devido as complexidades sem precedentes que envolviam o projeto, e recomendou uma solução intermediária.
Um míssil com dimensões semelhantes ao R-2, mas empregando algumas das soluções propostas para o R-3. Foi a variante do projeto que ficou conhecida como R-3A, que deveria ser impulsionada por um novo motor de 40 toneladas de empuxo, pesando 23,4 toneladas, conseguindo um alcance de 935 km. O primeiro lançamento desse projeto chegou a ser previsto para 1951

## Características
As características finais do míssil R-3 eram as seguintes:
- Número de estágios:	1
- Altura: 33,0 m
- Diâmetro:	2,80 m
- Massa: 65.000 kg
- Combustível: LOX - Querosene
- Alcance: 3.000 km
- Velocidade máxima: 4.500 m/s
- Tipo de ogiva: separada do corpo do foguete, nuclear, separável, massa de 3.000 kg
- Número de ogivas: 1
- Sistema de controle: Inercial, autônomo e rádio controle
- Sistema de lançamento: de base fixa no solo
- Motor: RD-110

## Imagens
- Visão em corte do R-3
- Visão em corte do R-3A
- O motor RD-110 do R-3